# ثلاثية الفضاء
ثلاثية الفضاء أو الثلاثية الكونية (بالإنجليزية: The Space Trilogy)‏ هي سلسلة من روايات الخيال العلمي من تأليف سي. إس. لويس، والذي يشتهر بسلسلته اللاحقة التي حملت عنوان سجلات نارنيا. بطل أول روايتين له هو عالم لغويات يدعى إلوين رانسوم ويعد شخصية مهمة في الرواية الثالثة.

## محتوى الروايات

### ملخص
كتب الثلاثية هي:
- خارج الكوكب الصامت (عام 1938)، جرت معظم أحداثها على سطح المريخ. سافر إلوين رانسوم في هذا الكتاب برحلات إلى المريخ واكتشف أن الأرض تُنفى من النظام الشمسي. سقطت الأرض في الماضي البعيد بشكل ملائكي يُعرف باسم (بينت أويارسا) والآن لمنع تلوث بقية النظام الشمسي (حقل أربول) فهي تدعى «الكوكب الصامت».
- بيريلاندرا (عام 1943)، جرت معظم أحداثها على كوكب الزهرة. وتعرف أيضًا باسم رحلة إلى الزهرة. هنا قام الدكتور رانسوم برحلة إلى كوكب الزهرة الذي لم يفسده الإنسان.
- تلك الطاقة الشريرة (عام 1945)، جرت احداث الرواية على الأرض. تتحدث عن تواصل سري بين مركز فكري علمي يدعى المعهد الوطني للتجارب المشتركة والكيانات الشريرة التي تخطط لتدمير كوكب الأرض.

نشرت دار النشر آفون في عام 1946 نسخة مختصرة من كتاب تلك الطاقة الشريرة كتبها سي. إس. لويس حملت عنوان الكوكب المعذب.

### البرج المظلم
توجد مسودة غير مكتملة نُشرت بعد وفاته عام 1977 حملت عنوان البرج المظلم من تأليف والتر هووبر، تظهر إلوين رانسوم في دور ثانوي خلال المشاركة في تجربة تسمح للمشاركين فيها بمشاهدة مكانهم على شاشة خاصة في عالم موازي. شككت الطالبة لويس كاثرين ليندسكوج في صحة الرواية في انتقاداتها العلمية لوالتر هوبر، ولكن أثبت أليستر فاولر في عام 2003 صدقه عندما كتب في مجلة يال أنه رأى لويس يكتب مسودة الرواية التي ستحمل لاحقًا اسم البرج المظلم، وقرأها وناقشها معه.

## خلفية

### رانسوم
بدا رانسوم شبيها جدًا بلويس نفسه: كان أستاذًا جامعيًا وخبيرًا في اللغات والأدب في العصور الوسطى، غير متزوج (لم يتزوج لويس حتى الخمسينيات من عمره)، أصيب في الحرب العالمية الأولى ولم يكن لديه أقرباء أحياء باستثناء شقيق واحد. سعى لويس على ما يبدو ليظهر رانسوم شبيها بصديقه وزميله في جامعة أكسفورد جون رونالد تولكين، نظرًا لأن لويس قُدّم كراوي لذكريات رانسوم في نهاية كتاب خارج الكوكب الصامت، وهو راوي للشخصيات في كتاب بيريلاندرا. ظهر رانسوم في كتاب تلك الطاقة الشريرة بجاذبيته وقبوله لأفكار الطبيعة الخارقة، وبدا مثل الكاتب تشارلز وليامز (أو بعض أبطال كتب وليامز).
ذُكر في كتاب خارج الكوكب الصامت أن رانسوم ليس الاسم الحقيقي للشخصية، لكنه مجرد اسم مستعار لأستاذ محترم تلوث سمعته بسبب سرده للرحلة إلى كوكب المريخ. تغير ذلك في الكتب التالية بشكل غير واضح واتضح أن رانسوم هو الاسم الحقيقي للشخصية.